# Darron McDonough
Darron Karl McDonough (Anversa, 7 novembre 1962) è un allenatore di calcio ed ex calciatore inglese, di ruolo centrocampista.

## Carriera
Esordisce tra i professionisti con l'Oldham Athletic, club con cui già aveva giocato nelle giovanili, nella stagione 1980-1981, all'età di 18 anni; gioca nel club per complessive 6 stagioni, tutte in seconda divisione, nelle quali gioca regolarmente da titolare e colleziona complessivamente 183 presenze e 14 reti.
Tra il 1986 ed il 1992 gioca invece per 6 stagioni nella prima divisione inglese con il Luton Town, con un bilancio totale di 105 presenze e 5 reti in partite di campionato; nell'arco della sua permanenza agli Hatters non gioca mai stabilmente da titolare, ad eccezione della stagione 1987-1988 (27 presenze ed una rete) e della stagione 1990-1991 (26 presenze). Durante la sua permanenza al club vince inoltre la Coppa di Lega nella stagione 1987-1988 e gioca da titolare anche la finale della Coppa di Lega 1988-1989, persa per 3-1 contro il Nottingham Forest. All'inizio della stagione 1992-1993 viene tesserato dal Newcastle Utd, club di seconda divisione: dopo sole 3 partite giocate si rompe però il tendine d'Achille, infortunio che di fatto pone fine anzitempo alla sua carriera.

## Palmarès

### Club

#### Competizioni nazionali
- Coppa di Lega inglese: 1

Luton Town: 1987-1988
- Campionato inglese di seconda divisione: 1

Newcastle: 1992-1993